# Paul Manteufel
Paul Manteufel (* 11. Juli 1879 in Myslowitz/Oberschlesien; † 14. Januar 1941 in Bad Harzburg) war ein deutscher Hygieniker, Bakteriologe und Tropenarzt.

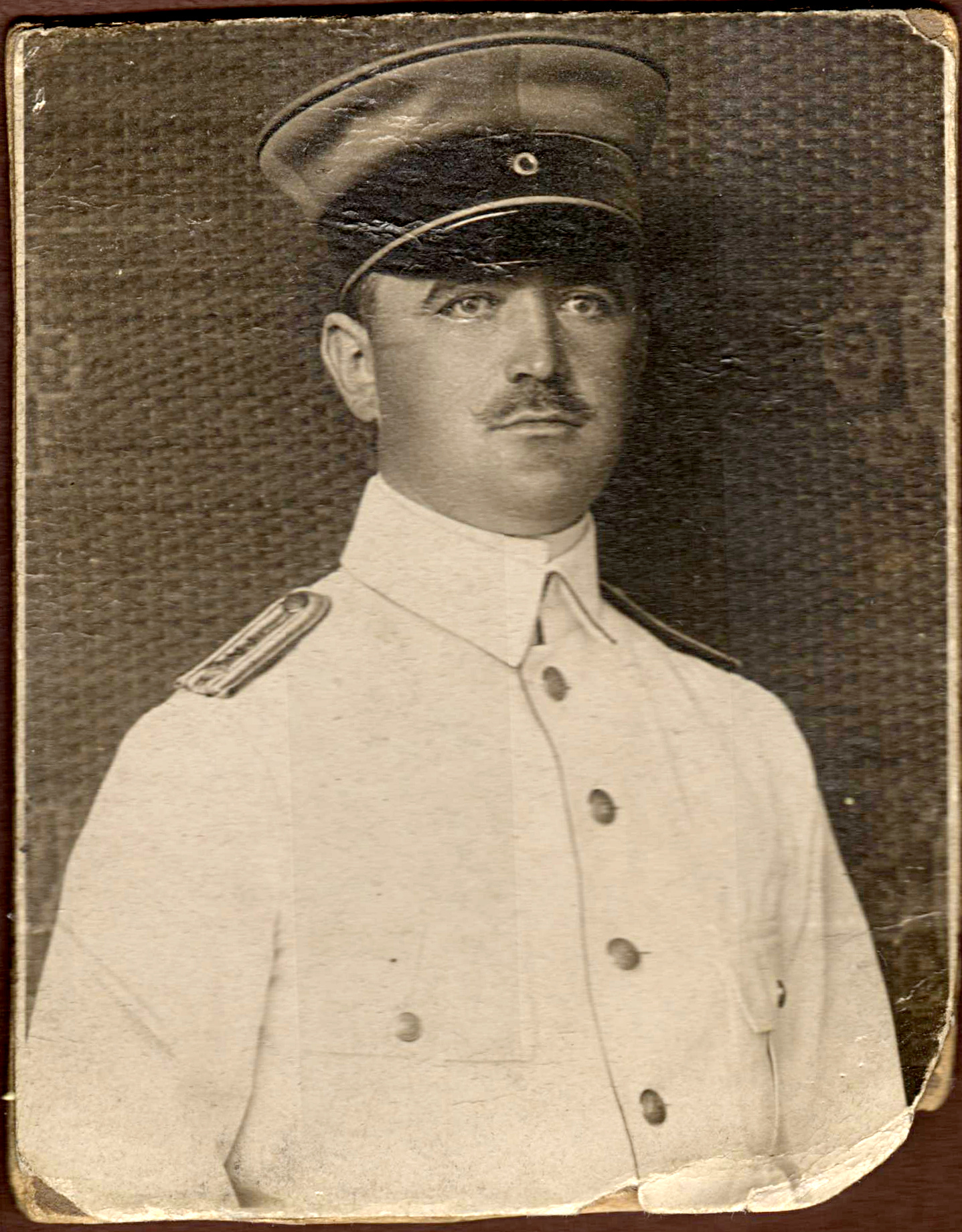
Prof. Dr. Paul Manteufel

## Leben und Wirken

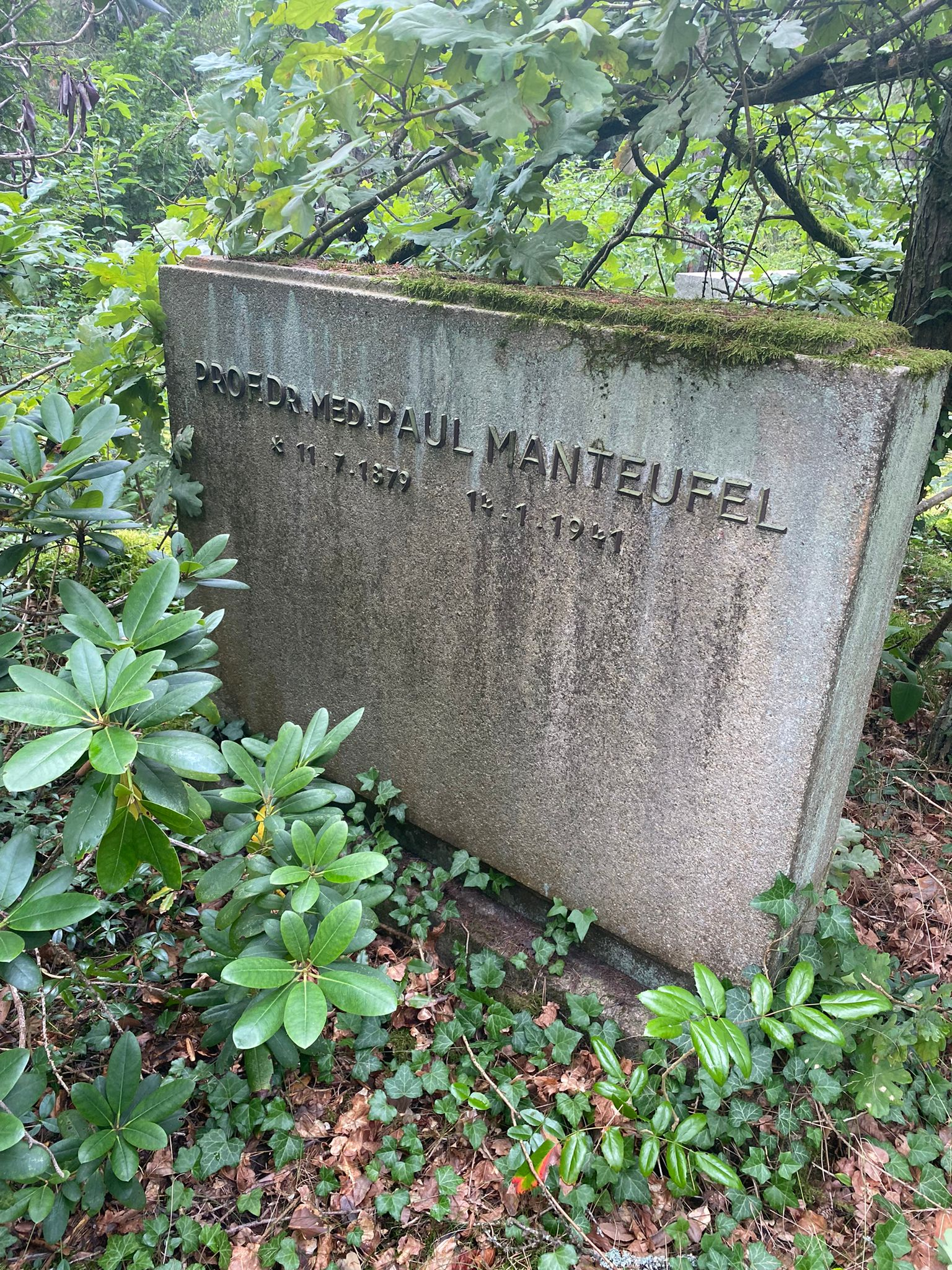
Grabstätte auf dem Südwestkirchhof Stahnsdorf

Nachdem er 1899 das Abitur am Gymnasium zu Kattowitz abgelegt hatte, studierte er Medizin an der Universität Halle und wurde dort 1904 zum Dr. med. promoviert. 1904 bis 1906 arbeitete er als Assistent von Carl Fraenkel am Hygienischen Institut der Universität Halle, von 1906 bis 1907 als Assistent von Ernst Bumm an der Universitätsfrauenklinik der Charité in Berlin und von 1907 bis 1909 als Hilfsarbeiter unter Paul Uhlenhuth in der Bakteriologischen Abteilung des Reichsgesundheitsamtes. Von 1909 bis 1919 wirkte er dann als Militärarzt in der Schutztruppe von Deutsch-Ostafrika. 1919 bis 1927 war er als Regierungsrat und Oberregierungsrat im Reichsgesundheitsamt und als Leiter der bakteriologischen Abteilung des Serologischen Instituts in Berlin-Dahlem eingesetzt. 1924 erhielt er die Amtsbezeichnung als Professor. 1927 erfolgte seine Berufung als außerordentlicher Professor für Hygiene und Bakteriologie an die Medizinische Akademie sowie als Direktor des Akademischen Hygienischen Instituts in Düsseldorf. 1930/1931, 1932/1933 und 1934–1936 war er Rektor dieser Medizinischen Akademie.
Seine letzte Ruhestätte befindet sich auf dem Südwestkirchhof Stahnsdorf.

## Schriften
- Untersuchungen über Metastasenbildung in den iliakalen Lymphdrüsen bei carcinoma uteri, Leipzig 1904 (Diss.)
- Die Babesiosen. In: Handbuch der pathogenen Protozoen, Bd. 2, Leipzig 1920
- Die wichtigen "kosmopolitischen" Krankheiten in den Tropen. In: Handbuch der Tropenkrankheiten, 3.A., Bd. 4, Leipzig 1926, S. 1–106
- Serologische Verfahren der Nahrungsmitteluntersuchung. In: Handbuch der biologischen Arbeitsmethoden, Berlin-Wien 1928
- Die Syphilis in den Tropen: In: Emil Finger: Handbuch der Haut- und Geschlechtskrankheiten, Bd.17.3, Leipzig 1928
- Die persönliche Prophylaxe der Syphilis. In Ibidem, Bd. 18, Berlin 1930
- Die Trypanosen des Menschen. In: Kolle-Kraus-Uhlenhuth: Handbuch der pathogenen Mikroorganismen, Jena 1930, S. 1139–1310
- Der kolonialärztliche Beruf. In: Medizinische Welt 8(1934), S. 1429–1431
- Syphilis in the tropics, Entebbe 1937. (Übers. von G. Plaut)